# Baldassarre Negroni
Pour les articles homonymes, voir Negroni.
Baldassarre Negroni, né le 21 janvier 1877 à Rome et mort le 18 juillet 1945 à Rome, est un réalisateur italien actif durant la période du muet.

## Biographie
Baldassarre Negroni commence sa carrière comme avocat et entre dans le monde du cinéma comme opérateur. Lorsqu'il devient réalisateur cinématographique du muet, il se spécialise dans les mélodrames bourgeois.
Son film le plus important est probablement Histoire d'un Pierrot (1913), une reproduction intégrale de la pantomime musicale de Fernand Beissier, une sorte de tentative de film sonore au temps du muet. La célèbre Francesca Bertini y tient le rôle de récitante.
Dans ses débuts, il travaille pour la Cines, puis fonde la compagnie Celio Film (it). En 1914, il quitte Rome pour diriger à Milan la Société Milano.
Il a été marié à l'actrice Hesperia, rôle principal de beaucoup de ses films.

## Filmographie partielle
(comme réalisateur)

### Films muets
- 1912 : Idylle tragique (Idillio tragico)
- 1912 : Larmes et sourires (Lagrime e sorrisi)
- 1912 : Flirt tragique (Tragico amore), court métrage
- 1912 : Tout s'arrange (Tutto si accomoda), court métrage
- 1913 : Coucher de soleil (Tramonto)
- 1913 : Beatrice Cenci
- 1913 : La Gloire (La gloria)
- 1913 : L'ultima carta
- 1913 : L'Arme des lâches (La maestrina)
- 1914 : L'ereditiera
- 1914 : Histoire d'un Pierrot
- 1914 : Le Masque de l'honneur (L'amazzone mascherata)
- 1915 : Marcella
- 1915 : Rugiada di sangue
- 1915 : La Dame aux camélias (La signora delle camelie)
- 1916 : Le mystère d'une nuit de printemps (Il mistero di una notte di primavera)
- 1916 : Joujou (Jou-Jou)
- 1917 : La Dame de cœur (La donna di cuori)
- 1917 : L'Aigrette
- 1917 : La Femme abandonnée (La donna abbandonata)
- 1918 : Madame Flirt
- 1918 : Le Visage du passé (Il volto del passato)
- 1923 : La locanda delle ombre, avec Ivo Illuminati
- 1926 : Beatrice Cenci
- 1927 : Il vetturale del Moncenisio
- 1929 : Bataille de géants (Giuditta e Oloferne)

### Films sonores
- 1932 : Due cuori felici (it)
- 1936 : L'ambasciatore (it)